# Kardiolipin
| Kardiolipin |                                                                                    |
| |                                                                                    |
| \| \| \| |                                                                                    |
| IUPAC-név | 1,3-bisz(sn-3’-foszfatidil)-sn-glicerin                                            |
| Kémiai azonosítók                                                                                               |                                                                                    |
| DrugBank | DB03429                                                                            |
| KEGG | C05980                                                                             |
| ChEBI | 28494                                                                              |
| SMILES | OC(COP(O)(=O)OC[C@@H](COC([*])=O)OC([*])=O)COP(O)(=O)OC[C@@H](COC([*])=O)OC([*])=O |
| Ha másként nem jelöljük, az adatok az anyag standardállapotára (100 kPa) és 25 °C-os hőmérsékletre vonatkoznak. |                                                                                    |
| |                                                                                    |

A kardiolipin (IUPAC-név: 1,3-bisz(sn-3’-foszfatidil)-sn-glicerin, ahol az sn sztereospecifikus számozásra utal) a mitokondrium belső membránjának fontos része, ahol a lipidek mintegy 20%-át alkotja. Megtalálható a legtöbb baktérium membránjában is. A kardiolipin neve abból ered, hogy állati szívben találták meg először. 1942-ben izolálta először marhaszívből Mary C. Pangborn. Az emlős- és növényi sejtekben a kardiolipin (CL) szinte csak a mitokondriumok belső membránjában található, ahol számos, a mitokondriumok metabolizmusában résztvevő enzim funkciójában fontos.

## Szerkezet

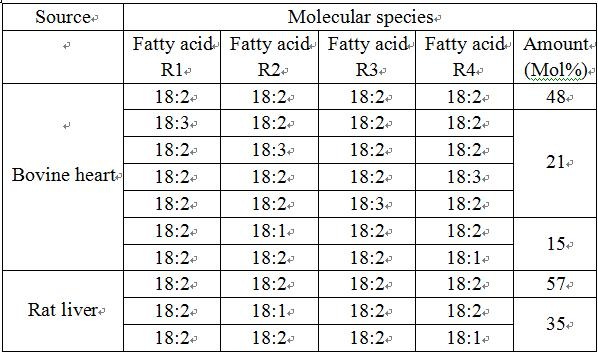
Kardiolipin állati szövetben

A kardiolipin (CL) difoszfatidilglicerin-lipid. Két foszfatidsav molekularész kapcsolódik benne glicerinközponthoz dimert alkotva, így 4 zsírsavcsoportja van legfeljebb 2 negatív töltéssel. Mivel 4 szénhidrogén kapcsolódik össze a kardiolipinben, a molekula számos módon összetevődhet, de a legtöbb állati szövetben a kardiolipin 18 szénatomos zsírsavláncokból áll két-két telítetlen kötéssel. Feltehetően a (18:2)4 acilkonfiguráció fontos a CL membránfehérjékhez való kapcsolódásában az emlősmitokondriumok esetén. Azonban az izolált enzimpreparátumos kísérletek szerint a fontossága a vizsgált fehérjétől függ.
Mivel 2 foszfát van a molekulában, mindegyikük protonálható. Bár szimmetrikus szerkezetűek, egy foszfát ionizálása eltérő savasságnál történik a másikénál: pK1 = 3, és pK2 > 7,5. Így fiziológiás körülmények közt (ahol a pH mintegy 7) a molekula 1 negatív töltéssel rendelkezik. A foszfát hidroxilcsoportjai (–OH and –O−) stabil intramolekuláris hidrogénkötést tudnak alkotni a glicerin hidroxilcsoportjával, kétgyűrűs rezonanciaszerkezetet adva. E szerkezet egy protont csapdáz, ami segíti az oxidatív foszforilációt.
Mivel a fejcsoport kis kétgyűrűs szerkezetet alkot, területe kicsi a nagy, 4 acilcsoportos farokrégióhoz képest. E speciális szerkezet alapján a fluoreszcens mitokondriális indikátort, a nonilakridinnarancsot (NAO) 1982-ben bevezették, és később kiderült, hogy CL-hez kötődve célozza a mitokondriumokat. Nagy a fej- és kicsi a farokcsoportja, szemben a kardiolipinnel, és igen rendezetten jelenik meg. Több tanulmányt közöltek NAO-t kvantitatív mitokondriális indikátorként és CL-tartalom indikátoraként egyaránt használva. Azonban a NAO-t befolyásolja a CL membránpotenciálja vagy a térbeli elrendezése, így nem megfelelő a NAO CL vagy mitokondriumok kvantitatív tanulmányozására, azonban továbbra is egyszerű CL-tartalom-vizsgálati eszköz.

Kardiolipinszerkezet
A NAO szerkezete
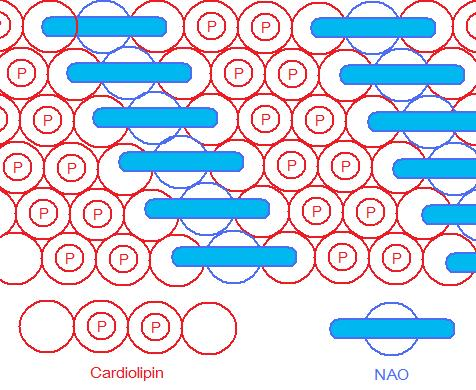
NAO és CL elrendeződése

### Kardiolipin mérése és észlelése
A CL-speciesek észlelése, mérése és elhelyezése hasznos a számos betegséget okozó mitokondriális diszfunkció és a patofiziológiai mechanizmusok vizsgálatára. A CL-t folyadékkromatográfiával mérik, gyakran tömegspektrometriával, tömegspektrometria-képalkotással, lipidomikával, ionmobilitás-spektrometriával, fluorometriával és radioaktív jelöléssel együtt. Így az analitikai módszer a kísérlet kérdésétől, a részletességtől és a szükséges pontosságtól függ.

## Metabolizmus és katabolizmus

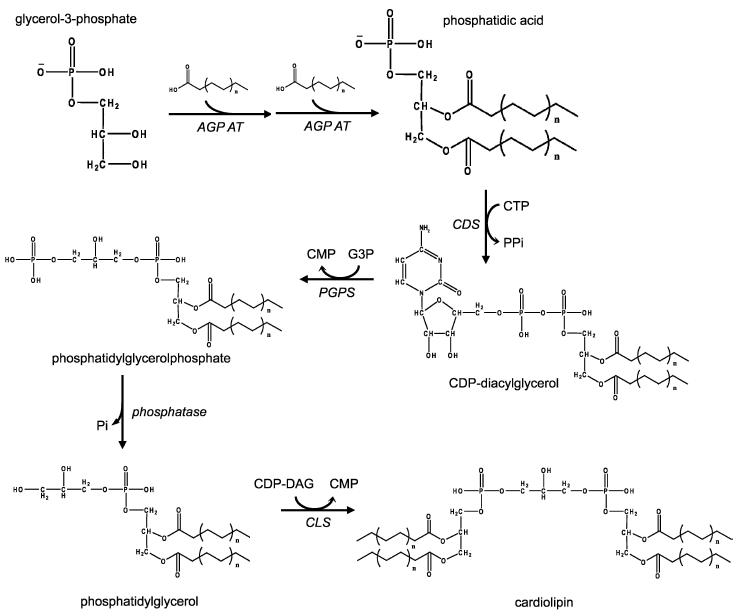
Kardiolipinszintézis eukariótákban

### Metabolizmus

#### Eukariótákban
Eukariótákban, például gombákban, növényekben és állatokban a szintézis feltehetően mitokondriumokban történik. Az első lépés a glicerin-3-foszfát glicerin 3-foszfáttal történő acilezése (aciltranszferáz). Ezután az acilglicerin-3-foszfát ismét acilezhető foszfatidsavat (PA) alkotva. A CDP-DAG-szintáz (CDS, foszfatidát-citidililtranszferáz) segítségével a PA citidindifoszfát-diacilglicerinné (CDP-DAG) alakul. Ezután a CDP-DAG foszfatidilglicerin-foszfáttá (PGP) alakul a PGP-szintáz révén, ezt defoszforilálja a PTPMT1  PG-t alkotva. Végül egy CDP-DAG-molekula kötődik a PG-hez 1 kardiolipinmolekulát alkotva, e reakciót a kardiolipin-szintáz (CLS) katalizálja.

#### Prokariótákban
Prokariótákban a difoszfatidilglicerin-szintáz egy foszfatidilglicerin foszfatidilcsoportját egy másik 3’-hidroxilcsoportjára viszi át 1 glicerinmolekula eliminációjával foszfolipáz D-hez hasonló enzimmel. Az enzim adott körülmények közt fordítva is tud működni kardiolipin eltávolítására.

### Katabolizmus
A kardiolipin katabolizmusa a foszfolipáz A2 katalízisével történhet acilcsoportok eltávolításával. A foszfolipáz D (PLD) hidrolizálja a kardiolipint foszfatidsavvá.

## Funkciók

### Aggregátumok szabályzása

Citokróm c-oxidáz elektrontranszfere

A kardiolipin egyedi szerkezete miatt a pH-változás és a kétértékű kationok jelenléte szerkezeti változást okozhat. A CL számos aggregátumformával rendelkezik. Ca2+ vagy más kétértékű kationok jelenlétében a CL lamelláris-hexagonális (La-HII) állapotváltozása indukálható, ez feltehetően közeli kapcsolatban van a membránfúzióval.

### Negyedleges szerkezet fenntartása
A citokróm c-oxidáz mitokondriumokban és baktériumokban található nagy transzmembrán fehérjekomplex. Ez a légzési elektrontranszport utolsó enzime a belső mitokondriális vagy bakteriális membránban. 1 elektront vesz fel 4 citokróm c-molekulától, és 1 oxigénhez adja le, így azt 2 vízmolekulává alakítja. A teljes enzimműködéséhez 2 CL-molekula kell. A citokróm bc1 (komplex III) is kardiolipint igényel negyedleges szerkezete és működése fenntartásához. Az oxidatív foszforilációban résztvevő komplex V is CL-kötő affinitása is nagy – egy molekulája 4 CL-molekulához kapcsolódik.

### Apoptózis elindítása

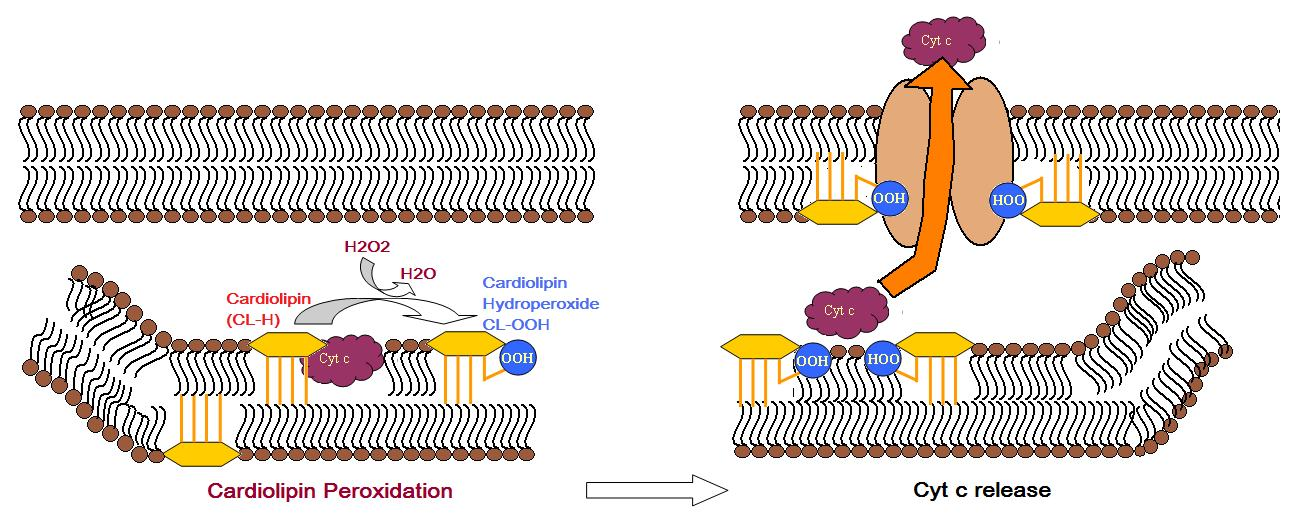
A CL apoptózisindító mechanizmusa

A kardiolipin külső mitokondriális membránba kerülése apoptózishoz vezet, ahogy azt a citokróm c-felszabadulás, a kaszpáz 8 aktiválása, a MOMP indukció és az NLRP3 inflammaszóma aktiválása is megmutatja. Az apoptózis során a cyt c a mitokondrium membránközi részeiből a citoszolba kerül. Ezután az az endoplazmatikus retikulum IP3 receptorához kapcsolódhat, a kalciumfelszabadulást stimulálva, további cyt c-felszabadulást okozva. Ha a kalciumkoncentráció tocikus szintet ér el, ez sejthalált okoz. A cyt c feltehetően az apoptózisban is szerepet játszhat apoptotikus faktorok mitokondriumokból való felszabadításával. Egy kardiolipinspecifikus oxigenáz CL-hidroperoxidokat hoz létre, lehetővé téve a lipid konformációjának változását. Az oxidált CL a belső membránból a külsőbe megy, és segíti a permeábilis pórus létrehozását, ahol kijöhet a cyt c.

### Protoncsapda oxidatív foszforilációhoz

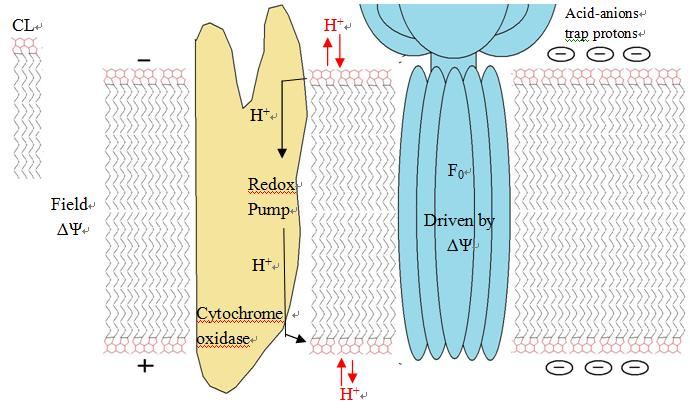
A CL protoncsapda az oxidatív foszforilációban

A komplex IV katalizálta oxidatív foszforiláció során sok proton megy a membrán egyik oldaláról a másikra, nagymértékű pH-változást okozva. A CL feltehetően protoncsapda a mitokondriális membránokban, helyhez kötve a protonokat, csökkentve a pH-változást a mitokondriummembránok közt.
Ennek oka a CL egyedi szerkezete. Ahogy fent szerepel, a CL kétgyűrűs szerkezetben képes befogni protont negatív töltés hordozása mellett, így e kétgyűrűs szerkezet elektronpufferként működhet protonok elnyelésére vagy felszabadítására a pH fenntartására.

### Egyéb funkciók
- Koleszterintranszlokáció a külsőből a belső mitokondriummembrán felé.
- Mitokondriális koleszterinoldallánc-leválasztás aktiválása
- Fehérje mitokondriális mátrixba helyezése
- Antikoaguláns
- α-szinuklein modulációja[20] – feltehetően ennek hibás működése okozza a Parkinson-kórt.

## Klinikai jelentősége
Több bizonyíték kapcsolja össze a hibás CL-metabolizmust és -összetételt humán betegségekhez, például neurológiai, szív- és érrendszeri vagy anyagcserezavarokhoz vagy rákhoz. A CL-zavarok okozta betegségek növekedése révén a kvalitatív és kvantitatív diagnózisok használata szükségessé vált.

### Anyagcserezavarok

#### Barth-szindróma
A Barth-szindróma az 1970-es években felfedezett, gyermekkori halált okozó ritka genetikai betegség. Egy kardiolipint előállító enzimet, a tafazzint kódoló gén mutációja jellemzi. A tafazzin nélkülözhetetlen enzim az eukarióták kardiolipinszintézisében, mivel a CL acilláncait alakítja át a linolsav PC-ről monolizokardiolipinre való áthelyezésével. A tafazzin mutációja elégtelen kardiolipin-átrendezéssel jár, de feltehetően a sejtek kompenzálnak, és ATP-termelésük hasonló vagy nagyobb a normál sejtekénél. A heterozigóta nők érintetlenek. Az érintett betegekben gyakori a kardiomiopátia és az általános gyengeség.

#### Kombinált malon- és metilmalonaciduria (CMAMMA)
Az ACSF3-hiány miatti kombinált malon- és metilmalonaciduriára (CMAMMA) megváltozott komplexlipid-összetétel jellemző a megváltozott mitokondriális zsírsavszintézis (mtFAS) miatt: például a kardiolipin-mennyiség sokkal nagyobb.

#### Tangier-kór
A Tangier-kór is összefüggésben áll a CL-eltérésekkel. A Tangier-kór jellemzői az alacsony plazma-HDL-szint, a koleszterilészterek felhalmozódása szövetekben és a szív- és érrendszeri betegségek kockázatának növekedése. A Barth-szindrómával szemben a Tangier-kór fő oka a rendkívül megnövekedett CL-termelés. Tanulmányok szerint 3-5-ször akkora a CL-szint Tangier-kór esetén. Mivel a nagyobb CL-szintek a koleszterinoxidációt, az oxiszterolok keletkezése a koleszterinkiáramlást növelik, e folyamat a fölös koleszterin eltávolítására szolgálhat.

### Parkinson- és Alzheimer-kór
Az oxidatív stressz és a lipidperoxidáció feltehetően a feketeállomány neuronveszteségének és mitokondriális diszfunkciójának oka lehet a Parkinson-kórban, és az Alzheimer-kór kialakulásának korai szakaszában is szerepe lehet. Beszámolók szerint az agy CL-tartalma az idő előrehaladtával csökken, és egy patkányagyakról szóló kísérlet szerint ez a szabadgyök-stressznek kitett mitokondriumokban történő lipidperoxidáció következménye. Egy másik tanulmány szerint a CL-bioszintézis szelektíven sérülhet, 20%-os csökkenést és összetétel-változást okozva a CL-tartalomban. Ezenkívül a komplex I/III-aktivitás 15%-os csökkenésével is összefüggésben állhat, melyet a Parkinson-kór fontos tényezőjének tekintenek.

### Nem alkoholos zsírmáj és szívelégtelenség
2007-ben beszámoltak arról, hogy nem alkoholos zsírmáj és szívelégtelenség esetén a csökkent CL-szintek és a megváltozott acillánc-összetétel is megjelenik a mitokondriális diszfunkcióban, azonban a CL öregedésben és iszkémia-reperfúzióban játszott szerepe vitatott.

### Cukorbetegség
A szívbetegség cukorbetegekben kétszer gyakoribb. Bennük a szív- és érrendszeri betegségek hamarabb kialakulnak, és gyakran vezetnek korai halálhoz. A cukorbetegség legkorábbi szakaszában kardiolipinmennyiség-csökkenést mutatott ki egy 2007-es tanulmány, feltehetően egy lipidemésztő enzim aktívabbá válása miatt.

### Szifilisz
A tehénszív kardiolipinje használatos antigénként a Wassermann-tesztben szifiliszre. Az antikardiolipin antitestek sok más esetben, például szisztémás lupus erythematosus, malária és tuberkulózis esetén is megjelenhetnek, így e teszt nem specifikus.

### HIV-1
A humán immunhiányvírus-1 (HIV-1) több mint 60 millió embert fertőzött meg. A HIV-1 glikoproteinje legalább 4 antitest-semlegesítő helyet tartalmaz. E helyeken a membránproximális régió (MPR) különösen fontos antitestcélpont, mivel megkönnyíti a vírus T-sejtekbe jutását, és a vírustörzsek közt nagymértékben változatlan. Azonban kiderült, hogy a 2F5 és 4E10 elleni antitestek reagálnak az autoantigénekkel, így a kardiolipinnel. Így nehéz ilyen antitesteket tartalmazó vakcinák fejlesztése.

### Rák
Először Otto Heinrich Warburg feltételezte, hogy a rák a mitokondriális anyagcsere hibájának következménye, de ennek szerkezeti alapja ismeretlen maradt. Mivel a kardiolipin fontos foszfolipid, mely szinte kizárólag a mitokondrium belső membránjában van, és a mitokondriális funkció fenntartásában fontos, feltehetően a CL eltérései sérthetik a mitokondriális funkciót és a bioenergetikát. Egy egéragytumorokról szóló, Warburg rákelméletét alátámasztó 2008-as tanulmány a CL-tartalom vagy összetétel jelentős eltérését mutat a tumorokon belül.

### Antifoszfolipid szindróma
Az antikardiolipin antitesttel (antifoszfolipid szindróma) rendelkező betegekben ismétlődő trombózis jelentkezhet akár 13 éves kortól, akár olyan erekben is, ahol viszonylag ritka a trombózis, például a máj és a vese ereiben. Ezen antitestek általában ismétlődő vetéléssel élő fiatal nőkben jelennek meg. Az antikardiolipin-mediált autoimmun betegségekben a felismerés apolipoprotein H-függő.

### További antikardiolipin betegségek

#### Bartonella-fertőzés
A bartonellózis macskák és emberek súlyos baktériumfertőzése. Spinella észrevette, hogy egy Bartonella henselaes beteg antikardiolipin antitesttel rendelkezett, ez alapján a Bartonella okozhatja feltehetően a termelésüket.

#### Krónikusfáradtság-szindróma
A krónikusfáradtság-szindróma gyakran vírusfertőzés utáni idiopátiás betegség. Egy tanulmány szerint a CFS-betegek 95%-ának vannak antikardiolipin antitesteik.

## Fordítás
Ez a szócikk részben vagy egészben  a   Cardiolipin című angol Wikipédia-szócikk ezen változatának fordításán alapul.  Az eredeti cikk szerkesztőit annak laptörténete sorolja fel. Ez a jelzés csupán a megfogalmazás eredetét és a szerzői jogokat jelzi, nem szolgál a cikkben szereplő információk forrásmegjelöléseként.